# Towards the Sun (Alexi Murdoch)
Towards the Sun è il secondo album in studio del cantautore folk Alexi Murdoch, pubblicato l'8 marzo 2011 sotto l'etichetta discografica indipendente Zero Summer.

## Il disco
Alexi inizia la lavorazione del suo secondo album nei primi mesi del 2008 dopo una pausa da un tour iniziato dopo la pubblicazione di Time Without Consequence. Nella primavera del 2009, Murdoch parte per un tour negli Stati Uniti da headliner, nella quale distribuisce una versione limitata, stampata a mano in cartone, del suo nuovo album ma è solo nel marzo del 2011 che l'album esce nei negozi e negli store digitali. Come per il precedente album, anche per questo secondo lavoro molte delle canzoni hanno avuto notevole risalto grazie al loro uso in serie TV e film come Touch, One Tree Hill, Gossip Girl e Dr. House - Medical Division.

## Tracce
1. Towards the Sun – 4:42
2. At Your Door – 2:54
3. Some Day Soon – 4:47
4. Slow Revolution – 5:55
5. Through the Dark – 5:30
6. The Light (Her Hands Are Leaves) – 4:50
7. Crinan Wood – 8:43